# Предсједник Републике Грчке
Предсједник Републике Грчке или предсједник Хеленске Републике (грч. Πρόεδρος της Ελληνικής Δημοκρατίας) је шеф државе у Грчкој.
Бира га Парламент на петогодишњи мандат. Уставом је одређено да законодавну власт врше Парламент и предсједник Републике, а извршну власт предсједник Републике и Влада.
Акт предсједника Републике, да би био ваљан, мора га прво потписати надлежни министар. Предсједник Републике је врховни командант оружаних снага.
Званична резиденција председника Републике је Председничка вила. 

## Списак председника

### Прва грчка република (1822—1832)
| Име                                                 | Портрет | Године живота | Године владавине                       | Странка               | Напомене |
| --------------------------------------------------- | ------- | ------------- | -------------------------------------- | --------------------- | -------- |
| Јанис Каподистријас (Ιωάννης Καποδίστριας)          |         | 1776–1831     | 18. јануара 1828 — 27. септембра 1831. | Руска партија (грч. ) |          |
| Авгостинос Каподистријас (Αυγουστίνος Καποδίστριας) |         | 1778—1857     | 9 октобра 1831. — 23. марта 1832.      | Руска партија (грч. ) |          |

### Друга грчка република (1924—1935)
| Име                                       | Портрет | Године живота | Године владавине                      | Странка                 | Напомене |
| ----------------------------------------- | ------- | ------------- | ------------------------------------- | ----------------------- | -------- |
| Павлос Кунтуриотис (Παύλος Κουντουριώτης) |         | 1855–1935     | 25. марта 1924 — 15. марта 1926.      | Независни (Венизелизам) |          |
| Теодорос Пангалос (Θεόδωρος Πάγκαλος)     |         | 1878—1952     | 19 јула 1926. — 22. августа 1926.     | Независни (Венизелизам) |          |
| Павлос Кунтуриотис (Παύλος Κουντουριώτης) |         | 1855–1935     | 26. августа 1926 — 10. децембра 1929. | Независни (Венизелизам) |          |
| Александрос Заимис (Αλέξανδρος Ζαΐμης)    |         | 1855–1936     | 10. децембра 1929 — 10. октобра 1935. | Независни               |          |

### Диктатура пуковника (1967—1974)
| Име                                        | Портрет | Године живота | Године владавине                       | Странка | Напомене |
| ------------------------------------------ | ------- | ------------- | -------------------------------------- | ------- | -------- |
| Јоргос Пападопулос (Γεώργιος Παπαδόπουλος) |         | 1919–1999     | 1. јуна 1973 — 25. новембра 1973.      | Војска  |          |
| Федон Гизикис (Φαίδων Γκιζίκης)            |         | 1917—1999     | 25 новембра 1973. — 17. децембра 1974. | Војска  |          |

### Трећа грчка република (1974—)
| Име                                                    | Портрет | Године живота | Године владавине                    | Странка                  | Напомене |
| ------------------------------------------------------ | ------- | ------------- | ----------------------------------- | ------------------------ | -------- |
| Михалис Стасинопулос (Μιχαήλ Στασινόπουλος)            |         | 1903–2002     | 18. децембра 1974. — 19. јула 1975. | Нова демократија (грч. ) |          |
| Константинос Цацос (Κωνσταντίνος Τσάτσος)              |         | 1899–1987     | 19. јула 1975. — 10. маја 1980.     | Нова демократија (грч. ) |          |
| Костас Караманлис (Κωνσταντίνος Γ. Καραμανλής)         |         | 1907–1998     | 10. маја 1980. — 10. марта 1985.    | Нова демократија (грч. ) |          |
| Јанис Алеврас (Ιωάννης Αλευράς)                        |         | 1912–1995     | 10. марта 1985. — 30. марта 1985.   | ПАСОК (грч. )            |          |
| Христос Сардзетакис (Χρήστος Σαρτζετάκης)              |         | 1929—2022     | 30. марта 1985. — 4. маја 1990.     | Независни                |          |
| Костас Караманлис (Κωνσταντίνος Γ. Καραμανλής)         |         | 1907–1998     | 5. маја 1990. — 10. марта 1995.     | Нова демократија (грч. ) |          |
| Константинос Стефанопулос (Κωνσταντίνος Στεφανόπουλος) |         | 1926–2016     | 10. марта 1995. — 12. марта 2005.   | Независни                |          |
| Каролос Папуљас (Κάρολος Παπούλιας)                    |         | 1929—2021     | 12. марта 2005. — 13. марта 2015.   | ПАСОК (грч. )            |          |
| Прокопис Павлопулос (Προκόπης Παυλόπουλος)             |         | 1950—         | 13. марта 2015. — 13. марта 2020.   | Нова демократија (грч. ) |          |
| Катерина Сакеларопулу (Κατερίνα Σακελλαροπούλου)       |         | 1956—         | 13. марта 2020. —13. марта 2025     | Независни                |          |
| Константинос Тасулас (Κωνσταντίνος Τασούλας)           |         | 1959—         | 13. марта 2020. — данас             | Нова демократија (грч. ) |          |